# Cleome parviflora
Cleome parviflora är en paradisblomsterväxtart som beskrevs av Carl Sigismund Kunth. Cleome parviflora ingår i släktet paradisblomstersläktet, och familjen paradisblomsterväxter. Inga underarter finns listade i Catalogue of Life.